# Kurinjipadi
Kurinjipadi là một thị xã panchayat của quận Cuddalore thuộc bang Tamil Nadu, Ấn Độ.

## Nhân khẩu
Theo điều tra dân số năm 2001 của Ấn Độ, Kurinjipadi có dân số 23.159 người. Phái nam chiếm 51% tổng số dân và phái nữ chiếm 49%. Kurinjipadi có tỷ lệ 66% biết đọc biết viết, cao hơn tỷ lệ trung bình toàn quốc là 59,5%: tỷ lệ cho phái nam là 74%, và tỷ lệ cho phái nữ là 58%. Tại Kurinjipadi, 12% dân số nhỏ hơn 6 tuổi.